# Museum (film, 2016)
Pour les articles homonymes, voir Muséum et Museum (manga).
Pour plus de détails, voir Fiche technique et Distribution.
Museum (ミュージアム, Myūjiamu) est un thriller japonais coécrit et réalisé par Keishi Ōtomo, sorti en 2016. Il s'agit de l’adaptation du manga éponyme de Ryosuke Tomoe (2013).

## Synopsis
Avec son partenaire débutant visiblement naïf, un inspecteur pitoyable, épuisé et récemment divorcé recherche un tueur en série à tête masquée de grenouille géante qui terrorise Tokyo…

## Fiche technique
- Titre original : ミュージアム
- Titre international : Museum
- Réalisation : Keishi Ōtomo
- Scénario : Izumi Takahashi, Kiyomi Fujii et Keishi Ōtomo, d'après le manga éponyme de Ryosuke Tomoe (2013)
- Direction artistique : Toshihiro Isomi[1]
- Costumes : Kazuhiro Sawataishi
- Photographie : Hideo Yamamoto[1]
- Musique : Tarō Iwashiro
- Production : Atsuyuki Shimoda
- Société de production : Twins Japan
- Société de distribution : Warner Bros. Pictures
- Pays d'origine :  Japon
- Langue originale : japonais
- Format : couleur
- Genre : thriller
- Durée : 132 minutes
- Date de sortie :
  - Corée du Sud : 8 octobre 2016 (Festival international du film de Busan)
  - Japon : 1er novembre 2016 (Festival international du film de Tokyo) ; 12 novembre 2016 (sortie nationale)
  - Québec : 14 juillet 2017 (FanTasia)

## Distribution
- Shun Oguri : l'inspecteur Hisashi Sawamura
- Machiko Ono : Haruka Sawamura
- Satoshi Tsumabuki : l'homme grenouille
- Shūhei Nomura : Junichi Nishino
- Tomomi Maruyama : Tsuyoshi Sugawara
- Tomoko Tabata : Kayo Akiyama
- Mikako Ichikawa : Mikie Tachibana
- Masatō Ibu : Toshio Okabe
- Yutaka Matsushige : Kozo Sekihata
- Nao Ōmori : le père de Hisashi

## Accueil

### Festivals et sorties
Sélectionné dans la catégorie  « Midnight Passion », Museum est présenté en avant-première mondiale le 8 octobre 2016 au Festival international du film de Busan en Corée du Sud. Au Japon, il est présenté en « Special Screenings » le 1er novembre 2016 au Festival international du film de Tokyo avant sa sortie nationale étant le 12 novembre 2016.
Il est également présenté le 14 juillet 2017 au FanTasia dans la catégorie  « Première canadienne ».
Quant au reste des pays francophones, il reste cependant inédit.

### Critique
Selon Deborah Young sur The Hollywood Reporter, les scènes effrayantes de Museum rappellent « énormément » celles du Seven de David Fincher (1995).

## Sélections
- Festival international du film de Busan 2016 : sélection « Midnight Passion »[2]
- Festival international du film de Tokyo 2016 : sélection « Special Screenings »[1]
- FanTasia 2017 : sélection « Première canadienne »[3]